# Viola muehldorfii
Viola muehldorfii là một loài thực vật có hoa trong họ Hoa tím. Loài này được Kiss miêu tả khoa học đầu tiên năm 1921.